# Morebilus coolah
Morebilus coolah är en spindelart som beskrevs av Norman I. Platnick 2002. Morebilus coolah ingår i släktet Morebilus och familjen Trochanteriidae.
Artens utbredningsområde är New South Wales. Inga underarter finns listade i Catalogue of Life.